# Kostel svatého Marka (Záhřeb)
Kostel svatého Marka (chorvatsky: Crkva sv. Marka) je farní katolický kostel v chorvatské hlavním městě Záhřebu, na náměstí svatého Marka. Jde o jednu z nejstarších staveb ve městě. Její význam tkví i v tom, že leží mezi chorvatským parlamentem a sídlem chorvatské vlády. Byl postaven ve 13. století v gotickém slohu, s některými románskými prvky. Ve druhé polovině 14. století byl kostel radikálně přestavěn, v pozdně gotickém stylu. Nejcennější částí kostela je jižní portál, považovaný za dílo pražského rodu Parléřů. Portál se skládá z patnácti podobizen umístěných v jedenácti mělkých nikách. Nahoře jsou sochy Josefa a Marie s Ježíškem, pod nimi je sv. Marek se lvem, po obou stranách portálu je pak umístěno dvanáct apoštolů. Jedenáct sošek je původních, gotických a kamenných, čtyři jsou barokní a dřevěné - nahradily původní, zničené. Svou uměleckou kompozicí a počtem soch je tento portál nejbohatším a nejcennějším gotickým portálem v jižní části střední Evropy. Venku, na severozápadní stěně kostela, je vytesán do kamene nejstarší známý znak Záhřebu, s vyrytým letopočtem 1499. V roce 1502 byla věž kostela zničena při zemětřesení. Na konci 18. století se uvažovalo o zbourání chrámu a tyto úvahy se vracely i ve století následujícím. Charakteristickým a značně neobvyklým rysem kostela jsou dva znaky na střeše - znak města a znak Království chorvatsko-slavonského. Tato výzdoba pochází z roku 1880 a byla typickým stylem své doby. Jejími autory byli vídeňský architekt Friedrich Schmidt a jeho spolupracovník Herman Bollé. Zajímavostí je, že znak Záhřebu na střeše chrámu je červený, zatímco dnes je modrý. Novodobá je i sochařská výzdoba interiéru, pochází z dílny Ivana Meštroviće, Jozo Kljakoviće a Ljuba Babiće.